# Solaris (roman)
Solaris je znanstvenofantastični roman poljskog pisca Stanislava Lema, objavljen 1961. u Varšavi.  Solaris je naziv planeta prekrivenog oceanom koji pokazuje znakove inteligencije, a radnja prati doživljaje znanstvenika koji s njim pokušavaju uspostaviti kontakt.  Djelo ima naglašenu filozofsku i psihološku tematiku; postavlja mnoga pitanja o prirodi Boga, stranosti vanzemaljskog života, dometu znanosti, ljudskoj svijesti i identitetu, zbilji i subjektivnom doživljaju svijeta. 
Film je prvi put ekranizirao ruski redatelj Boris Nirenberg 1968., drugu verziju je ekranizirao Andrej Tarkovski 1972., a treću Steven Soderbergh 2002. Iako su posljednja dva filma, a posebno druga verzija, prošli zapaženo, Lem je komentirao da mu se nijedna ekranizacija ne sviđa.

## Radnja
Radnja se odvija u daljoj budućnosti u kojoj je tehnologija znatno uznapredovala što je ljudima omogućilo istraživanje drugih planeta i sustava.  Solaris je udaljeni planet prekriven organskim oceanom koji pokazuje neobične znakove inteligencije što zbunjuju znanstvenike.  O prirodi njegove inteligencije i psihe su se razvile mnoge teorije: da je bogoliko biće koje se izoliralo da bi neometano tražilo odgovore na filozofska pitanja, pa do toga da je degenerirana, primitivna smjesa organske tvari.  Na Zemlji je nastala posebna znanost, solaristika, koja unatoč desetljećima opsežnih istraživanja nije došla do nikakvih pouzdanih odgovora jer je s oceanom nemoguće komunicirati; u vremenu kad je radnja smještena, mladi znanstvenici već gube interes za planet i solaristika je na zalazu.  
Radnja počinje dolaskom psihologa Krisa Kelvina na znanstvenu postaju koja lebdi iznad površine oceana.  Ostalo osoblje čine kibernetičar Snaut, koji Kelvina obavještava o stanju na postaji, i tajanstveni fizičar Sartorius koji vrijeme provodi zatvoren u laboratoriju; psiholog Giberian je počinio samoubojstvo neposredno prije njegovog dolaska.  
Kelvin saznaje da se na postaji zbivaju neobični događaji: pojavljuju se ljudi koji tu ne bi trebali biti.  U to se i sam uvjerava kad ga ujutro dočeka njegova žena, Harey, koja je godinama prije počinila samoubojstvo. Isprva šokiran prikazom koje se ne može riješiti, s vremenom se privikava na nju i ponovno se zaljubi; iako je ona odraz njegovih sjećanja, sama pokazuje svijest o sebi i neobičnoj situaciji u kojoj se nalazi.  Slični gosti posjećuju i dvojicu Kelvinovih suradnika.  Otkrivaju da su prikaze složeni neutrinski sustavi koje ocean stvara na temelju njihovih snova.  
Uskoro znanstvenici smišljaju način uništavanja prikaza;  Kelvin se ne želi riješiti Harey, čak ju planira povesti na Zemlju (što je nemoguće), no ona se u stanju rastresenosti zbog spoznaje o vlastitoj prirodi odlučuje na samoubojstvo.  Također smišljaju plan komunikacije s oceanom slanjem zapisa svijesti putem jake radijacije; Kelvin se podvrgava ovom pokusu, no jedini vidljivi rezultat je prestanak dolaska novih gostiju dok ocean i dalje ostaje tih.  Nakon svih ovih iskustava, Kelvin odlučuje napustiti planet, a prije toga odlazi u posljednju šetnju njegovom površinom, usput razmišljajući o vlastitom životu, ljubavi i čudnom oceanu koji se u sve upleo.